# Cartoonito (España)
Cartoonito fue un canal de televisión por suscripción que era propiedad de Turner Broadcasting System Europe, también propietaria de Cartoon Network, TNT, TCM y TCM Autor y operaba bajo la marca internacional Cartoonito. El canal tenía una señal timeshift, que retransmitía programación una hora más tarde, llamada Cartoonito +1. El canal fue lanzado al aire el 1 de septiembre de 2011, en reemplazo de Boomerang. Emitía programación enfocado en el público preescolar.
Turner Broadcasting System Europe anunció el 14 de junio de 2013 que cerraría los canales Cartoon Network y Cartoonito en España el 30 de junio de 2013. El 20 de junio, se publicó en el blog de la web de Cartoon Network el cese de sus emisiones en televisión, pero destacando que el sitio web seguiría activo, ya que pasó a contar con un servicio de televisión bajo demanda (VOD) para tabletas, teléfonos inteligentes o televisores conectados a Internet en el que se pueden visualizar las series y contenidos del canal. También se explicó que estos contenidos también estarían disponibles en la web del canal, y que Turner aumentaría su presencia en Boing, el canal temático infantil del grupo audiovisual Mediaset España, con el que tiene una empresa conjunta en la emisora anteriormente citada.
Finalmente, poco antes de las 00:00 del 1 de julio de 2013, el canal cesó sus emisiones en España después de casi 2 años desde su nacimiento con su última emisión de Bananas en pijamas. El canal, desde ese momento, emitió un bloque de continuidad y los proveedores de televisión que distribuía la señal pusieron unos minutos después un cartel informando a los clientes que dicho canal dejaba de emitir en el país.Actualmente la marca cartoonito está disponible a través de la plataforma de vídeo a la carta Max.

## Series
- Baby Looney Tunes[7]
- Backyardigans (título en España: Tus amiguitos del jardín)[8]
- Bananas en pijamas[7]
- Bucea Olly[8]
- Escuela de bomberos[9]
- Ja Ja Peludos[10]
- Jelly Jamm[7]
- Las aventuras de Chuck y sus amigos[7]
- Las aventuras de Toot & Puddle[11]
- LazyTown[12]
- Los hermanos Koala[11]
- My Little Pony: La magia de la amistad[7]
- Pound Puppies[13]
- SamSam[14]
- Tarta de Fresa[11]